# Трюфель чёрный
Трю́фель чёрный, или периго́рский, французский (лат. Tuber melanosporum) — гриб рода Трюфель (Tuber) семейства Трюфелевые (Tuberaceae). Название происходит от исторической области Перигор во Франции.

## Описание
Плодовое тело (видоизменённый апотеций) подземное, клубневидной, округлой или неправильной формы, 3—9 см в диаметре. Поверхность красновато-коричневого, позже до угольно-чёрного цвета, при надавливании окрашивается в ржавый цвет. Покрыта многочисленными мелкими неровностями с 4—6 гранями.
Мякоть твёрдая, вначале светлая, серая или розовато-коричневая с белым или красноватым мраморным рисунком на срезе, с возрастом темнеет от спор и становится от тёмно-коричневой до чёрно-фиолетовой, прожилки в ней сохраняются. Имеет очень сильный характерный аромат и приятный вкус с горьковатым оттенком.
Споровый порошок тёмно-коричневый, споры 35×25 мкм, веретеновидные или овальные, изогнутые.

## Экология и распространение
Микоризообразователь с дубом, реже с другими лиственными деревьями. Растёт в лиственных лесах с известковой почвой на глубине от нескольких сантиметров до полуметра. Наиболее распространён во Франции, центральной Италии и в Испании. Во Франции известны находки чёрного трюфеля во всех регионах, но основные места произрастания находятся на юго-западе страны (департаменты Дордонь, Ло, Жиронда), другое место произрастания — в юго-восточном департаменте Воклюз.
Культивируется в КНР.
Сильный запах гриба привлекает диких свиней, которые выкапывают плодовые тела и способствуют распространению спор. В трюфелях развиваются личинки рыжей мухи, взрослые насекомые часто роятся над землёй, это можно использовать для поиска плодовых тел.
Сезон: с ноября по март, сбор обычно производят в первые месяцы года.
Собирают грибы традиционно при помощи дрессированных свиней, но, поскольку эти животные разрушают лесную почву, для этой цели стали дрессировать и собак.

## Сходные виды
- Трюфель летний (Tuber aestivum) имеет более светлую мякоть, не такой ароматный.
- Трюфель зимний (Tuber brumale) встречается в более северных регионах.
- Tuber macrosporum отличается почти гладкой поверхностью.

## Пищевые качества
Съедобный гриб, очень высоко ценимый деликатес, его называют «чёрным бриллиантом на столе». Наиболее ценятся грибы, не собранные в «диких» местах произрастания, а выращиваемые искусственной подсадкой мицелия к дереву-хозяину. Используется в приготовленном виде, а также в небольших количествах сырым, в качестве пикантной и ароматной приправы.
Один килограмм на рынке стоит от 1000 евро.